# Comuna Illicivka, Bratske
Illicivka (în ucraineană Іллічівка) este o comună în raionul Bratske, regiunea Mîkolaiiv, Ucraina, formată din satele Illicivka (reședința) și Mîkilske.

## Demografie
Componența lingvistică a comunei Illicivka
     Ucraineană (62,03%)
     Rusă (30,24%)
     Română (6,4%)
     Alte limbi (0,33%)
Conform recensământului din 2001, majoritatea populației comunei Illicivka era vorbitoare de ucraineană (62,03%), existând în minoritate și vorbitori de rusă (30,24%) și română (6,4%).